# Stenoptilodes taprobanes
Stenoptilodes taprobanes é uma espécie de insetos lepidópteros, mais especificamente de traças, pertencente à família Pterophoridae.
A autoridade científica da espécie é Felder & Rogenhofer, tendo sido descrita no ano de 1875.
Trata-se de uma espécie presente no território português.